# Рённе, Карл Эвальд
Барон Ка́рл Э́вальд Ре́нне (Карл Магнусович Рейн; нем. Carl Ewald von Rönne; 25 декабря 1663, Ревель, Эстляндия — 29 декабря 1716, Гродно, Великое княжество Литовское, Речь Посполитая) — русский генерал от кавалерии (1709), сподвижник Петра Великого, участник Северной войны и Прутского похода.

## Биография

### Начало карьеры на русской службе
Представитель остзейского дворянства. Принят на русскую службу в 1702 году по договору с И. Р. Паткулем и князем Г. Ф. Долгоруковым. В 1703 году в чине полковника во главе драгунского полка 8 (19) июля (9 июля по шведскому календарю) участвовал в поражении шведского генерала А. Крониорта на реке Сестра; при основании Санкт-Петербурга назначен первым его комендантом.
В 1704 году участвовал в осаде Нарвы, 15 июня нанёс поражение шведскому генерал-майору В. А. Шлиппенбаху, который двинулся из Ревеля в помощь осаждённой Нарве: близ Серебряной мызы Шлиппенбах был совершенно разбит и войско его частью взято в плен, а частью рассеяно. В день тезоименитства Петра I 29 июня Ренне получил чин генерал-майора, став первым генерал-майором русской кавалерии. Возглавил первое русское «драгунское генеральство» из 6 драгунских полков.
В 1705 году со своим «генеральством» находился в Литве и в Курляндии, осенью того же года направлен в Польшу и после боя у Варшавского моста 13 октября получил чин генерал-поручика по кавалерии.
В кампании 1706 года участвовал в Гродненской операции; 2 октября того же года 3-тысячный авангард корпуса князя А. Д. Меншикова под начальством Ренне напал на 13-тысячный отряд графа Ю. Потоцкого в Виндаве (Польша) и обратил его в бегство. В том же году сражался в при Калише 18 (29) октября, именно ему шведский генерал А. Мардефельт вручил свою шпагу, стал, таким образом, первым русским генералом, взявшим в плен шведского генерала.

### Русский поход Карла XII
В кампании 1709 года сражался против Карла XII у Красного Кута, при этом шведский король едва не попал в плен. 11 (22) апреля у Соколки драгуны Ренне успешно отразили атаку кавалерии шведского генерала К. Г. Крузе и отряда запорожцев.
В день Полтавской битвы Ренне, по плану Петра Великого, должен был командовать всей кавалерией правого крыла русской армии. Утром 27 июня (8 июля) шведы со страшной «фурией» бросились на русскую конницу, занявшую оборону позади русских редутов, при этом Ренне был ранен и принужден сдать начальство генералу Р. Х. Бауру. После победы 10 (21) июля получил чин генерала от кавалерии.

### Прутский поход (1711)
В 1711 году стоял в Риге, затем направлен в феврале того же года в Польшу. Вскоре принял участие в Прутском походе Петра I. Когда в конце июня 1711 года царь дошёл до Днестра и военный совет решил ожидать турок, Ренне один оспорил общее мнение, сказав, что в союзных землях (Молдавии и Валахии) нечего опасаться за продовольствие, и что его можно получить и от неприятеля. Смелое предложение Ренне понравилось Петру, — и он двинулся к Пруту, послав Ренне с бригадиром Лукой Чириковым в Валахию с целью захватить провиантские запасы турецкой армии, причём ему даны были универсалы, возбуждавшие валахов к восстанию.
Ренне и Чириков должны были идти к Браилову и, овладевши запасами, возвратиться к Галацу, где назначено было соединение их с главной армией. Ренне с Чириковым отправились 30 июня, а главная армия Петра перешла Прут и шла в назначенном направлении до 7 июля, несмотря на известие, что хан перешёл реку сзади. 7 июля генерал Янус, шедший впереди войска, дал знать, что визирь стоит у р. Прут и что янычары уже переправляются через реку. Тогда Пётр послал указ Янусу отступить на соединение с главной армией, а Ренне приказал также немедленно идти назад, захватив с собой провиант, сколько мог собрать.
По прибытии в Яссы Ренне отправился с 5 тыс. драгун по течению р. Серет, быстро и благополучно прошёл до Дуная и 12 июля, в день заключения мирного договора между Россией и Турцией в лагере при р. Пруте, с отрядом своим в 5,6 тыс. драгун и небольшим количеством иррегулярной конницы, подошёл к Браилову, атаковал его предместья и овладел ими, а в ночь с 13 на 14 атаковал турецкие ретраншементы вокруг Браиловского замка. Сражение продолжалось с 10 часов вечера в течение всей ночи, и после упорного сопротивления неприятель должен был уйти в замок и сдать Браилов на капитуляцию. В своём письме к Петру Ренне писал, что он Браиловский замок «на акорд получил 14 числа с таким договором, что Дауд-паша со всеми его людьми (кроме его персоны) имеет без ружья и экипажа выступить. И по тому договору оные Турки так и учинили. и 17 числа при отступлении от помянутого Браила паки паша Дауд призван и оный город ему вручен с пушками и что в оном было». затем «прислан к нему, Рену, наша от визиря для безопасного конвоя, с которым по возможности в скорости следовать будет на Яссы и сообщатися с главной армией».
В благодарность за победу («за его добрый поступок в большой войне») Пётр наградил Ренне орденом Св. Андрея Первозванного (25 июля 1711 года; орден послан 26 декабря).

### Последние годы
Пробыв затем в Польше, Ренне с конца 1711 по 1715 год командовал дивизией на Украине. В эти годы он жил в Киеве. В июне 1716 года направлен в Польшу для усмирения конфедератов, но вскоре умер 29 декабря 1716 года. О поведении его князь Г. Ф. Долгоруков писал царю, что
Рен, вошед в Польшу, лучших и богатых маю не всех для своего интересу освободил от обязанности содержать русское войско, и всю тягость на бедную шляхту возложил. Шляхта жаловалась мне, я много раз писал Рену, он отвечал, что Поляки говорят неправду, а теперь, после его смерти, генерал Вейсбах, по письму моему, прислал длинную роспись всем этим освобождениям. Изволите, государь, высокомилостиво рассудить, как было такому знатному и заслуженному генералу не поверить.

## Семья
Ренне был женат на Анне-Люции де Преен, обер-гофмейстерине герцогини Курляндской (впоследствии императрицы) Анны Иоанновны.
Имея вес в митавском обществе, Ренне составил там около 1711 года партию, которая сочувствовала стремлению князя А. Д. Меншикова занять престол Курляндского герцогства.

## Награды
- Орден Святого Андрея Первозванного (25 июля 1711 года).
- Орден Белого орла (Польша)
- De la Générosité (Пруссия)